# إدارة الموارد البشرية
إدارة الموارد البشرية (بالإنجليزية: Human Resources Management) أو شؤون الموظفين أو العمال هي إدارة القوى العاملة للمنظمات أو الموارد البشرية. وتختص بجذب الموظفين، والاختيار، والتدريب، والتقييم، ومكافأة الموظفين، وأيضاً متابعة قيادة المنظمة والثقافة التنظيمية والتأكد من الامتثال بقوانين العمل. في حالات يكون الموظفون راغبين في إجراء مفاوضات جماعية، إدارة الموارد البشرية يكون دورها التواصل المبدئي مع ممثلي الموظفين (في العادة إتحادات العمال).

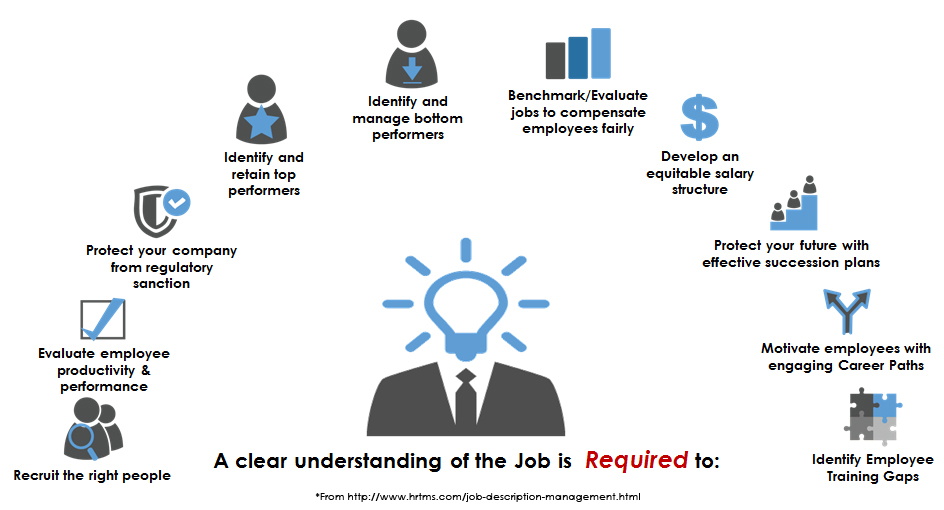

والموارد البشرية مجموع الأفراد المشكلين للقوى العاملة بمنظمة ما، أو قطاع أعمال أو اقتصاد ما. ويستخدم البعض مصطلح رأس المال البشري بشكل مترادف مع الموارد البشرية، على الرغم من أن رأس المال البشري عادة ما يشير إلى وجهة نظر أضيق ، و هناك مصطلحات أخرى تستخدم أحيانا تشمل «القوى العاملة» أو المواهب أو «العمل» أو مجرد «الأفراد». ووجدت الموارد البشرية كمنتج لحركة العلاقات البشرية في بدايات القرن العشرين، عندما بدأ الباحثون يوثقون طرق لخلق قيم للأعمال عن طريق الإدارة الإستراتيجية للقوى العاملة. الموارد البشرية كانت مهيمنة بالعمل الإجرائي اليومي، مثل الرواتب وإدارة المنافع، لكن بسبب العولمة، دمج المنظمات ، والتقدم التقني، وأبحاث متقدمة، الموارد البشرية الآن تركز على المبادرات الإستراتيجية مثل الاندماج والإستحواذ، إدارة المواهب، خطط التعاقب، العلاقات الصناعية أو العمالية، والتنوع والشمول.
في المنظمات الناشئة، مهام الموارد البشرية يحب أن يقوم بها شخص مدرب محترف. في المنظمات الأكبر، قسم كامل في العادة متخصص لهذا المجال، بموظفين متخصصين في مختلف المجالات في الموارد البشرية ينخرطون في إتخاذ القرار الإستراتيجي مع بقية الأقسام. لتدريب ممارس ليصبح محترفاَ، طورت مؤسسات التعليم العالي، الهيئات المتخصصة، والمنظمات نفسها، برامج دراسية متخصصة لكل جزء في هذا المجال. يبحث الأكاديميون والممارسون في المنظمات أيضاً عن التشارك في مجال الموارد البشرية، كما اثبتت البحوث في عدد من المنشورات.

## تطورات النظريات
الموارد البشرية أنتجت من قبل حركة العلاقات البشرية ، التي بدأت في بدايات القرن العشرين كنتيجة لأعمال فريدريك تايلور (1856-1915). تايلور شرح مفهومه المسمى «الإدارة العلمية» (لاحقاً عرفت عند الأخرين بالتولرزم)، السعي لتطوير الكفائة الإقتصادية في الوظائف الصناعية. وكان مرتبطاً بمبدأ في عمليات الإنتاج -العمالة- أثار التساؤل في إنتاجية القوى البشرية 
نُظِّمَت الحركة لاحقاً ببحث لإليتون مايو، الذي وثق مصادفة عن طريق دراسة هاوثورن كيف أن الحوافز ليس لها علاقة بالتعويضات المادية وظروف العمل -الاهتمام والارتباط- أثمرت عن عمالة أكثر إنتاجية. أعمال معاصرة لإبراهام ماسلو، كورت ليفين، ماكس ويبر، فريدريك هيزبيرغ، وديفد ماكليلاند أسست لدراسات نظرية السلوك التنظيمي، معطية مجالاً لتطبق الموارد البشرية.

## ولادة وتطور الموارد البشرية
من خلال الوقت وجدتُ أدلة افتراضية لإثبات جدوى إدارة القوى العاملة الإستراتيجية، وتغييرات في الأعمال (أندرو كارنيجي، جون روكفيلر) وفي السياسة العامة (لا سايدني بيترك ويب، فرانكلين روزفلت ونيو ديل) غيروا من علاقة الموظف بالموظف المجال أصبح أكثر رسمية كـ «العلاقات العمالية الصناعية». في 1913 واحدة من أعرق المنظمات المتخصصة في الموارد البشرية -معهد التطوير الشخصي-  أسس في إنجلترا كمنظمة لرفاهية العمالة، أيضاً في الولايات المتحدة، أول معهد في العالم للدراسات العليا متخصص في دراسات بيئة العمل -الكلية الصناعية وعلاقات العمالة- أسس في جامعة كورنيل عام 1945.
خلال أخر القرن العشرين، عضويات الإتحادات رفضت بشكل واضح على الرغم ان إدارة القوى العاملة أكملت في توسع تأثيرها داخل المنظمات. «العلاقات المالية الصناعية» بدأت تستخدم للإشارة بشكل خاص لمشاكل المفاوضات الجماعية، وكثير من المنظمات بدأت في استخدام وظيفة «إدارة شؤون الموظفين». في 1948، أسست أكبر منظمة لمحترفي الموارد البشرية -جمعية إدارة الموارد البشرية- التي كان إسمها المنظمة الأمريكية لإدارة شؤون الموظفين (أسبا).
باقتراب القرن الواحد والعشرين، التقدم في وسائل المواصلات والاتصالات سهل بشكل كبير تنقل القوى العاملة والتعاون. المنظمات بدأت في رؤية الموظفين كموجودات ثمينة أكثر من أنهم تروس في مكينة. «إدارة الموارد البشرية»، بعد ذلك أصبحت مسيطرة على هذا المجال - المنظمة الأمريكية لإدارة شؤون الموظفين غيرت أسمها لمنظمة إدارة الموارد البشرية عام 1998. «إدارة رأس المال البشري» بعض الأحيان يستخدم بدلاً عن الموارد البشرية، بالرغم أن رأس المال البشري يشير إلى فكرة أضيق من الموارد البشرية، وهي المعرفة في كل شخص والتي يمكن أن يشارك بها للمنظمة. وأيضاَ، بعض المصطلحات إطلقت لتسمية المجال منها «إدارة المنظمات»، «إدارة القوى العاملة»، «إدارة المواهب» «إدارة شؤون الموظفين» أو ببساطة «إدارة الناس».
صورت الموارد البشرية في العديد من وسائل الإعلام الشعبية في المسلسل التلفزيوني الأمريكي «المكتب»، مثل «توبي فلندرسون» دور موظف الموارد البشرية، والذي بدا فيه شخصا متذمرا ودائم التذكير لزملائه بأنظمة المنظمة واللوائح الحكومية., أيضاً منذ فترة طويلة عمدت الممثلة الأمريكية الكوميدية «ديلبرت» في كثير من الأحيان على تصوير سياسات موظفي الموارد البشرية من خلال شخصية سادية تدعى «كات برت» «التوجهات الشيطانية للموارد البشرية» بالإضافة إلى ذلك، فإن «مدير الموارد البشرية» هو دور لشخصية في فيلم إسرائيلي أنتج في 2010 عنوانه «مدير الموارد البشرية» بينما مُثِّل «متدرب الموارد البشرية» في دور البطولة في الفيلم الفرنسي «الموارد البشرية» عام 1999 بالإضافة إلى ذلك، فقد أنتجت هيئة الإذاعة البريطانية مسرحية هزلية عنوانها «عشاء السيدات»، كانت الشخصية الرئيسية «فيليب» تمثل دور مدير الموارد البشرية.

## أهم التعريفات لإدارة الموارد البشرية
- فرنش: هي عملية اختيار واستخدام وتنمية وتعويض الموارد البشرية بالمنظمة.
- سيكولا: هي استخدام القوى العاملة بالمنشأة ويشتمل ذلك على: عمليات التعيين وتقيم الأداء والتنمية والتعويض والمرتبات وتقديم الخدمات الاجتماعية والصحية للعاملين وبحوث الأفراد.
- جلويك: هي تلك الوظيفة في التنظيم التي تختص بإمداد الموارد البشرية اللازمة ويشمل ذلك تخطيط الاحتياجات من القوى العاملة والبحث عنها وتشغيلها والاستغناء عنها
- شرودن وشيرمان بي: إدارة الموارد البشرية تشتمل على عمليات أساسية يجب أداؤها وقواعد يجب إتباعها، والمهمة الرئيسية لمدير الأفراد هي مساعدة المديرين في المنشأة وتزويدهم بما يحتاجوه من رأى ومشورة تمكنهم من إدارة مرؤوسيهم بفعالية أكثر.
- سميث جي وجرانت جي: هي مسئولية كافة المديرين في المنشأة وتوصيف لما يقوم به الموارد البشرية المتخصصون في إدارة الأفراد.

و يتضح من التعريفات السابقة ان إدارة الموارد البشرية تمثل إحدى الوظائف الهامة في المنشآت الحديثة التي تختص باستخدام العنصر البشرى بكفاءة في المنشآت بكافة أنواعها.

## الممارسات

### وظيفة الموارد البشرية
يسرد «ديف أولريخ» الأدوار الوظيفية للموارد البشرية كالتالي: موائمة الموارد البشرية واستراتيجيات العمل، عمليات إعادة التنظيم وإعادة الهيكلة، الاستماع والاستجابة للموظفين وكذلك إدارة الانتقالات والتغييرات.
عملياً، فتعتبر الموارد البشرية هي المسؤولة عن خبرة الموظف خلال دورة حياة التوظيف بأكملها أنه عامل الجذب الأساسي لاستقطاب الموظف المناسب من خلال أصحاب العلامات التجارية ومن ثم يجب اختيار الموظف المناسب من خلال عمليات التعيين ثم يعمل قسم الموارد البشرية بعد ذلك على تعيينهم والإشراف على تدريبهم وتطويرهم خلال مدة خدمتهم مع المنظمة يقوم موظفوا الموارد البشرية بتقييم مواهب الموظفين من خلال اختبارات الأداء، ومن ثم يتم مكافأتهم تبعاً لذلك. وطبقاً لهذه الأخيرة، فإن " الموارد البشرية في بعض الأحيان هي التي تدير الرواتب وفوائد الموظفين، وعلى الرغم من أن الأنشطة والكثير الكثير يُمَوَّل بمصادر خارجية. لكن الموارد البشرية تلعب دورا استرتايجيا أكبر. أخيرا، تشارك الموارد البشرية أيضا في إنهاء خدمات الموظفين بما في ذلك الاستقالات، والفصل المتعلق بسوء الأداء وزيادة الموظفين.
و على المستوى العام، فالموارد البشرية هي المسؤولة على الإشراف على قيادة المنظمة ووثقافتها. أيضا الموارد البشرية تتأكد من التزام العمالة بقوانين العمل، والتي تختلف حسب المنطقة الجغرافية. وغالبا ما تشرف أيضا على صحة وسلامة وأمن الموظفين. وفي حال رغب الموظفين بعقد تفاوض جماعي مع صاحب العمل وكانوا مخولين قانونيا لذلك، فإن الموارد البشرية تعتبر وسيط أساسي بين المنظمة وممثل الموظفين.(يحدث هذا عادة في النقابة العمالية) ونتيجة لذلك، فإن الموارد البشرية وبالتعاون مع ممثلي القطاع الصناعي تدعو عادة لحشد الجهود مع الوكالات الحكومية لتعزيز أولوياتها، (على سبيل المثال: الولايات المتحدة، وزارة خارجية الولايات المتحدة وزارة العمل والمجلس الوطني للعلاقات العمالية).
هذا المجال يمكن أن يكون قد أستخدم في إدارة التنقل، وخصوصاً المتعلقة بالمغتربين، وأيضاً تدخلت الموارد البشرية في عمليات الدمج والإستحواذ. الموارد البشرية بشكل عام ترى على أنها إدارة دعم للأعمال، تساعد في تقليل التكلفة وحفظ المخاطر.

### المجال المهني
هنالك نصف مليون ممارس للموارد البشرية في الولايات المتحدة وآلاف في العالم. الرئيس التنفيذي للموارد البشرية هو أعلي منصب في أغلب المنظمات وفي العادة يرجع للرئيس التنفيذي مباشرة ويعمل مع أعضاء مجلس الإدارة في خلافة الرئيس التنفيذي.
في المنظمات، وظائف الموارد البشرية غالباً تصنف غي إحدى نوعين: موظفي الموارد البشرية العموميون والمتخصصون. العموميون يدعمون الموظفين مباشرة بالإجابة عن أسئلتهم وشكاويهم ومشاريعهم. وغالباً ما يكونون مسؤولين عن جميع جوانب الموارد البشرية ولذلك يحتاجون معرفة واسعة في الموارد البشرية. مسؤوليات موظفي الموارد البشرية العموميون تعتمد بشكل واسع على حاجات المنظمات. المتخصصون، على العكس يعملون في الموارد البشرية في إدارة متخصصة. بعض الممارسون يقضون مسارهم المهني كله إما عموميون أو متخصصون بينما البعض الأخر يحصلون على خبرة في كلا الطريقين ثم يختارون واحداً منها لاحقاً. ان تكون مديراً للموارد البشرية يصنف باستمرار على أنها إحدى أفضل الوظائف، في الترتيب الرابع حسب سي إن إن مني وفي الترتيب العشرين حسب نفس المنظمة في عام 2009، بسبب الراتب، الرضا الشخصي، الأمان الوظيفي، النمو المستقبلي، وفائدة المجتمع.
استشارات الموارد البشرية مجال عملي له علاقة حيث يعمل الفرد فيه كمستشار لشركات ويقوم بمهمات توكل إليه من المنظمات. في عام 2007، كان هناك 950 مستشاراً في الموارد البشرية في العالم يشكلون سوقاً حجمه 18.8 بلون دولار. أكبر خمسة شركات استشارات من حيث الأرباح هي ميرسر، إرنست أند يونغ، ديلويت، واتسون ويت (الآن جزء من تورز واتسون)، أون (الآن دمجت مع هويت) وبي دبليو سي كونسلتنج. في عام 2010، استشارات الموارد البشرية صنفت رقم 43 كأفضل وظيفة في أمريكا حسب الس إن إن.

### التعليم والتدريب

#### التعليم العالي
جامعات عديدة تقدم برامج دراسية لممارسة الموارد البشرية والمجالات المتعلقة بها. كلية علاقات العمال في جامعة ل كانت الجامعة الأولى في العالم لدراسة الموارد البشرية على مستوى الكليات واستمرت تقدم برامج دراسية للطلاب،  والدراسات العليا وعلى مجال المتخصصين المهنيين، وأيضا تقدم درجة بالمشاركة مع كلية سامويل كورتس جونسون للإدارة الذي أسمتها مدونة الباتريوت جوهرة التاج للمتخصصين الملهمين في الموارد البشرية.
جامعات أخرى بكليات كاملة متخصصة في تدريس الموارد البشرية منها جامعة ميشيغان الحكومية، جامعة إلينوي في أربانا-شانبين والجامعة الصينية لرينمن. وجامعات أخرى كثيرة لها علاقة بمجال الموارد البشرية، سواءً في كلية إدارة الأعمال أو في كليات أخرى.

#### الجمعيات المهنية
تدريس الموارد البشرية يأتي أيضاً إلى الجمعيات المهنية، التي توفر التدريب والشهادات. جمعية إدارة الموارد البشرية، التي تقع في الولايات المتحدة الأمريكية، هي أكبر جمعية مهنية متخصصة في الموارد البشرية بحوالي 250,000 عضو في 140 دولة. ويقدمون منهجاً للمتخصص في الموارد البشرية (PHR) وشهادة من خلال معهد مستقل. معهد التطوير الشخصي في إنجلترا أقدم جمعية مهنية عندما أسس على الأسم السابق عام 1918.
وبعض الجمعيات أيضاً تخدم مجالات متخصصة في الموارد البشرية. معهد متخصصي التوظيف هو جمعية لمحترفي التوظيف، تقدم تدريب للأعضاء ودعم شامل. جمعية ورلد ات ورك تركز على المكافئات (التعويضات، المنافع، الموازنة بين العمل والحياة، الأداء، التمييز، وتطوير الأداء)، وتقدم عدد من الشهادات والبرامج التدريبية متخصصة في المكافئات والموازنة بين العمل والحياة. وبعض الجمعيات المتخصصة جداً مثل الجمعية الأمريكية للتدريب والتطوير ومنظمة متخصصي التقدير العالمية.

## اقرأ أيضا
- رأس المال البشري
- إدارة الموارد
- الموارد الطبيعية
- موارد الأطباء
- نظام إدارة الموارد البشرية